# Paul-Gabriel Capellaro
Pour les articles homonymes, voir Capellaro.
Paul-Gabriel Capellaro né à Paris le 18 août 1862 et mort dans la même ville le 16 février 1956 est un sculpteur français, lauréat du prix de Rome en 1886.

## Biographie

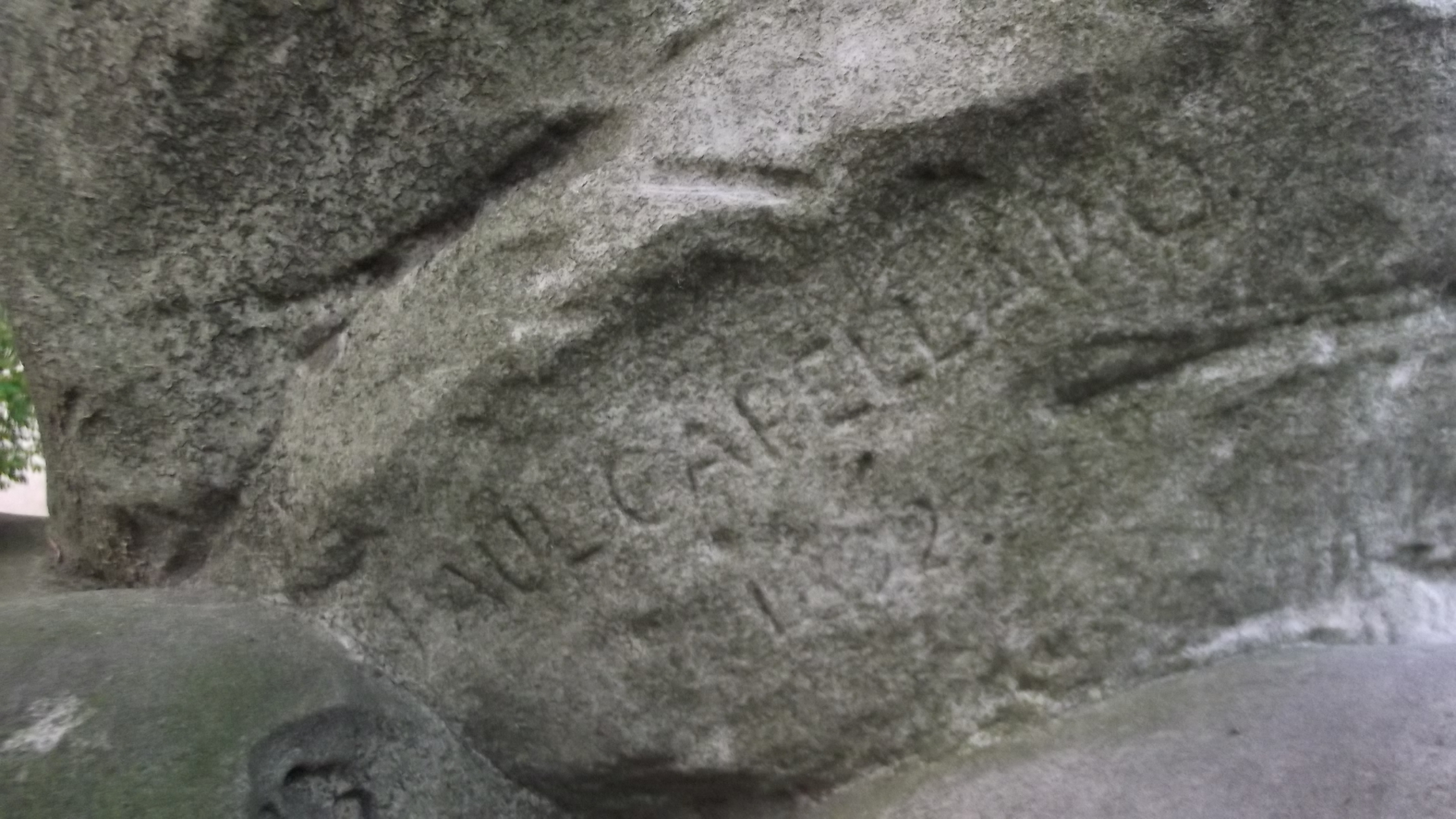
Signature de Paul-Gabriel Capellaro.

Paul-Gabriel Capellaro naît le 18 août 1862 dans le 11e arrondissement de Paris où son père Charles-Romain Capellaro est sculpteur.
Inscrit à l’École des beaux-arts de Paris, il est l’élève d’Auguste Dumont, de Gabriel-Jules Thomas et de Mathurin Moreau.
En 1886, il obtient le premier prix de Rome pour son plâtre intitulé Tobias retirant le poisson de l’eau. Il séjourne alors à la villa Médicis de 1887 à 1890.
Capellaro est un grand voyageur et parcourt à plusieurs reprises le continent africain ainsi que l’Indochine. Il ramène de ses voyages de nombreux dessins et divers objets de l’artisanat local dont il fait don au musée national des Arts d'Afrique et d'Océanie, maintenant conservés à Paris au musée du quai Branly.
Il est nommé chevalier de la Légion d'honneur le 7 mai 1903.
Il meurt le 16 février 1956 à Paris.

## Œuvres dans les collections publiques
- Chantilly, musée Condé : Femme, 1886, statue en plâtre.
- Montbrison, musée d'Allard : Buste de jeune enfant, marbre.
- Paris :
  - cimetière du Père-Lachaise : Louis-Désiré Delcous, 1910, buste en bronze.
  - École nationale supérieure des beaux-arts : Tobias retirant le poisson de l’eau, 1886, plâtre, prix de Rome.
  - faculté de pharmacie de Paris : Buste de Caventou, marbre, exposé au Salon des artistes français de 1908.
  - musée du quai Branly :
    - Buste d’une femme noire, plâtre ;
    - Buste d’une femme du Vietnam, plâtre ;
    - Buste d’un Africain, plâtre.

  - palais de la Légion d'honneur : Buste du comte de Lacépède , 1903, marbre.
- Saint-Étienne, hôpital : Le Déluge, 1892, groupe en marbre.
- Versailles, château de Versailles : Buste de Gustave Flaubert, 1895, marbre[2],